# Reginald Barlow
Reginald Harry Barlow   (n. 17 iunie 1866, Cambridge, Massachusetts, SUA – d. 6 iulie 1943, Hollywood, California, SUA) a fost un actor american de film și teatru, autor și regizor de film. 

## Filmografie

### Actor
- Monsieur Lecoq (1915) - Otto, the Duke's Valet
- The Cinema Murder (1919) - Power's 'Man Friday'
- Love's Flame (1920) - Monsieur De Rosard
- Clothes Make the Pirate (1925) - Captain Montague
- The Sin of Madelon Claudet (1931) - Public Assistance Official (nemenționat)
- Are These Our Children? (1931) - Judge (nemenționat)
- Mata Hari (1931) - Prosecutor (nemenționat)
- This Reckless Age (1932) - Lester Bell
- The Woman from Monte Carlo (1932) - Defense Attorney
- Alias the Doctor (1932) - The Professor (nemenționat)
- The Wet Parade (1932) - Judge Brandon
- The World and the Flesh (1932) - Markov
- Night Court (1932) - District Attorney Grant (nemenționat)
- State's Attorney (1932) - Last Trial Judge (nemenționat)
- Sinners in the Sun (1932) - Mr. Blake
- As You Desire Me (1932) - Dr. Reinhardt (nemenționat)
- The Washington Masquerade (1932) - Sen. Withers
- Skyscraper Souls (1932) - Brewster's Associate (nemenționat)
- Horse Feathers (1932) - Retiring Collage President (nemenționat)
- Speak Easily (1932) - Billington (nemenționat)
- The Age of Consent (1932) - Mr. Swale - Dora's father
- The All American (1932) - Bank President
- I Am a Fugitive from a Chain Gang (1932) - Mr. Parker (nemenționat)
- Evenings for Sale (1932) - Mr. Meyer (nemenționat)
- Afraid to Talk (1932) - Judge MacMurray
- If I Had a Million (1932) - Otto K. Bullwinkle (nemenționat)
- Rasputin and the Empress (1932) - General Who Underestimated the Japanese (nemenționat)
- Parachute Jumper (1933) - The Colonel (nemenționat)
- Goldie Gets Along (1933) - Uncle Saunders (nemenționat)
- Grand Slam (1933) - Theodore (nemenționat)
- King Kong (1933) - Ship's Engineer (nemenționat)
- Fast Workers (1933) - Judge (nemenționat)
- The Big Cage (1933) - John Whipple
- His Private Secretary (1933) - Mr. Wallace
- Midnight Mary (1933) - Trial Judge (nemenționat)
- Doctor Bull (1933) - Supporter #1 for Dr. Bull (nemenționat)
- Ann Vickers (1933) - Chaplain
- Day of Reckoning (1933) - Judge (nemenționat)
- Flying Down to Rio (1933) - The Banker
- You Can't Buy Everything (1934) - Mr. Tom Sparks
- The Cat and the Fiddle (1934) - King's Aide in Show (nemenționat)
- Half a Sinner (1934) - Sheriff John King
- Operator 13 (1934) - Col. Storm (nemenționat)
- Stamboul Quest (1934) - German Officer (nemenționat)
- Beyond the Law (1934) - Judge
- One Night of Love (1934) - Stage Manager (nemenționat)
- Great Expectations (1934) - Judge (nemenționat)
- Cheating Cheaters (1934) - Police Captain (nemenționat)
- Romance in Manhattan (1935) - Customs Inspector
- The Gilded Lily (1935) - Managing Editor (nemenționat)
- Mutiny Ahead (1935) - Captain Martin
- A Dog of Flanders (1935) - Official with Court Order (nemenționat)
- Les Misérables (1935) - Henri (nemenționat)
- Cardinal Richelieu (1935) - Agitator
- Bride of Frankenstein (1935) - Hans
- The Red Blood of Courage (1935) - Mark Henry / Pete Drago
- Strangers All (1935) - Judge
- Werewolf of London (1935) - Timothy, Falden Caretaker (nemenționat)
- Hooray for Love (1935) - Doug's Lawyer (nemenționat)
- The Last Days of Pompeii (1935) - The Janitor of the Slave Market (nemenționat)
- Captain Blood (1935) - Dixon (nemenționat)
- White Lies (1935) - Judge (nemenționat)
- I Dream Too Much (1935)
- A Tale of Two Cities (1935)
- Little Lord Fauntleroy (1936) - Newick
- O'Malley of the Mounted (1936) - Commissioner
- The Girl from Mandalay (1936) - Dr. Collins
- The Last of the Mohicans (1936) - Duke of Newcastle
- Lloyd's of London (1936) - Second Captain
- The Great Barrier (1937) - James Hill - Member of C.P.R. Board
- The Road Back (1937) - Manager (nemenționat)
- The Toast of New York (1937) - Mr. Taylor - Hotel Proprietor (nemenționat)
- Saturday's Heroes (1937) - History Professor (nemenționat)
- Thoroughbreds Don't Cry (1937) - Man Seated Behind Mr. Sloan (nemenționat)
- The Adventures of Marco Polo (1938) - Giuseppi - Venetian Business Man (nemenționat)
- Mysterious Mr. Moto (1938) - Policeman (nemenționat)
- Daredevils of the Red Circle (1939) - Doctor in Hospital [Ch. 1] (nemenționat)
- Heritage of the Desert (1939) - Judge Stevens
- The Man in the Iron Mask (1939) - Jean Paul
- Colorado Sunset (1939) - Dairyman Casey (nemenționat)
- Wall Street Cowboy (1939) - Bainbridge
- New Frontier (1939) - Judge Bill Lawson
- Dick Tracy's G-Men (1939) - Dr. Alfred Guttenbach (nemenționat)
- The Witness Vanishes (1939) - Sir John Digby
- Rovin' Tumbleweeds (1939) - Higgins - a Migrant
- Tower of London (1939) - Sherriff (nemenționat)
- The Courageous Dr. Christian (1940) - Sam
- Scotland Yard (1941) - Messenger (nemenționat)
- The Mad Monster (1942) - Professor Warwick
- Syncopation (1942) - Hobo Reading Paper (nemenționat)
- The Mayor of 44th Street (1942) - Watchman (nemenționat)
- Law of the Northwest (1943) - Jean Darcy (ultimul rol de film)